# Silverstoneia
Silverstoneia é um gênero de anfíbios da família Dendrobatidae.
As seguintes espécies são reconhecidas:
- Silverstoneia dalyi Grant & Myers, 2013
- Silverstoneia erasmios (Rivero & Serna, 2000)
- Silverstoneia flotator (Dunn, 1931)
- Silverstoneia gutturalis Grant & Myers, 2013
- Silverstoneia nubicola (Dunn, 1924)
- Silverstoneia minima Grant & Myers, 2013
- Silverstoneia minutissima Grant & Myers, 2013
- Silverstoneia punctiventris Grant & Myers, 2013